# Куда летишь, Витар?
«Куда летишь, Вита́р?» — советский рисованный мультипликационный фильм Владимира Полковникова, созданный на киностудии «Союзмультфильм» в 1972 году.

## Сюжет
В фильме в форме современной сказки рассказывается о похождениях мальчика Сени Кудрявцева, профессора всептичьих наук и скворца по имени Витар, выращенного в инкубаторе. Сюжет фильма основан на удивительных инстинктивных способностях перелётных птиц находить дорогу к месту зимовки и обратно в любое время суток, в любую погоду и из любой точки Земли. На примере этого чуда ориентации птиц в пространстве мультфильм стремится донести до маленького зрителя тот факт, что мир и природа полны реальными, а не выдуманными чудесами. Нужно только захотеть их увидеть и внимательно оглядеться вокруг себя.

## Создатели
| автор сценария             | Владимир Куксов |
| текст песни                | Юрий Энтин |
| режиссёр                   | Владимир Полковников |
| художник-постановщик       | Борис Акулиничев |
| композитор                 | Оскар Фельцман |
| звукооператор              | Борис Фильчиков |
| оператор                   | Михаил Друян |
| монтажёр                   | Любовь Георгиева |
| ассистент режиссёра        | Татьяна Фёдорова |
| редактор                   | Аркадий Снесарев |
| художники-мультипликаторы: | Рената Миренкова, Игорь Подгорский, Марина Рогова, Николай Фёдоров, Иван Давыдов                                                                                                |
| роли озвучивали:           | Тамара Дмитриева — Сеня Кудрявцев, Анатолий Кубацкий — профессор всептичьих наук, Алексей Грибов — филин, Анатолий Папанов — птицелов Бенкан, Мария Виноградова — скворец Витар |
| директор картины           | Фёдор Иванов |